# Vavray-le-Grand
Vavray-le-Grand és un municipi francès, situat al departament del Marne i a la regió del Gran Est. L'any 2007 tenia 186 habitants.

## Demografia

### Població
El 2007 la població de fet de Vavray-le-Grand era de 186 persones. Hi havia 72 famílies, de les quals 16 eren unipersonals (8 homes vivint sols i 8 dones vivint soles), 32 parelles sense fills i 24 parelles amb fills.
La població ha evolucionat segons el següent gràfic:
Habitants censats

### Habitatges
El 2007 hi havia 77 habitatges, 70 eren l'habitatge principal de la família, 1 era una segona residència i 6 estaven desocupats. Tots els 77 habitatges eren cases. Dels 70 habitatges principals, 64 estaven ocupats pels seus propietaris, 2 estaven llogats i ocupats pels llogaters i 4 estaven cedits a títol gratuït; 4 tenien dues cambres, 9 en tenien tres, 17 en tenien quatre i 40 en tenien cinc o més. 65 habitatges disposaven pel capbaix d'una plaça de pàrquing. A 24 habitatges hi havia un automòbil i a 40 n'hi havia dos o més.

### Piràmide de població
La piràmide de població per edats i sexe el 2009 era:
| Homes | Edats   | Dones |
| ----- | ------- | ----- |
| 0     | 95 o +  | 0     |
| 4     | 90 a 94 | 0     |
| 0     | 85 a 89 | 4     |
| 0     | 80 a 84 | 0     |
| 4     | 75 a 79 | 4     |
| 4     | 70 a 74 | 4     |
| 8     | 65 a 69 | 12    |
| 0     | 60 a 64 | 4     |
| 4     | 55 a 59 | 0     |
| 4     | 50 a 54 | 8     |
| 12    | 45 a 49 | 16    |
| 0     | 40 a 44 | 0     |
| 4     | 35 a 39 | 4     |
| 8     | 30 a 34 | 4     |
| 8     | 25 a 29 | 4     |
| 8     | 20 a 24 | 0     |
| 16    | 15 a 19 | 8     |
| 4     | 10 a 14 | 0     |
| 4     | 5 a 9   | 0     |
| 4     | 0 a 4   | 8     |

## Economia
El 2007 la població en edat de treballar era de 114 persones, 84 eren actives i 30 eren inactives. De les 84 persones actives 76 estaven ocupades (40 homes i 36 dones) i 8 estaven aturades (5 homes i 3 dones). De les 30 persones inactives 11 estaven jubilades, 6 estaven estudiant i 13 estaven classificades com a «altres inactius».

### Ingressos
El 2009 a Vavray-le-Grand hi havia 71 unitats fiscals que integraven 185 persones, la mediana anual d'ingressos fiscals per persona era de 18.550 €.

### Activitats econòmiques
Dels 7 establiments que hi havia el 2007, 1 era d'una empresa extractiva, 2 d'empreses de fabricació d'altres productes industrials, 2 d'empreses de construcció, 1 d'una empresa de transport i 1 d'una empresa d'hostatgeria i restauració.
Dels 3 establiments de servei als particulars que hi havia el 2009, 2 eren paletes i 1 restaurant.
L'any 2000 a Vavray-le-Grand hi havia 7 explotacions agrícoles que ocupaven un total de 452 hectàrees.

## Poblacions més properes
El següent diagrama mostra les poblacions més properes.